# Loxophlebia broteas
Loxophlebia broteas är en fjärilsart som beskrevs av William Schaus 1892. Loxophlebia broteas ingår i släktet Loxophlebia och familjen björnspinnare. Inga underarter finns listade i Catalogue of Life.